# Super Burnout
Super Burnout is een videospel voor het platform Atari Jaguar. Het spel werd uitgebracht in 1995. Het spel is een motorracespel dat is gebaseerd op Super Hang-On. De spel kent acht tracks en zes motorfietsen. Het spel kan gespeeld worden in drie modus: losse race, oefenen en toernooi. Het perspectief van het spel is in de derde persoon.

## Ontvangst
| Beoordeeld door                      | Jaar | Score |
| ------------------------------------ | ---- | ----- |
| The Video Game Critic                | 2008 | 100%  |
| IMPLANTgames                         | 2009 | 90%   |
| The Atari Times                      | 1996 | 81%   |
| Digital Press - Classic Video Games  | 2005 | 80%   |
| Game Players                         | 1995 | 73%   |
| neXGam                               | 2004 | 61%   |
| GamePro (US)                         | 1995 | 60%   |
| Video Games & Computer Entertainment | 1995 | 50%   |
| Electronic Gaming Monthly (EGM)      | 1995 | 48%   |